# Église Sainte-Thérèse-de-l'Enfant-Jésus d'Offekerque
L'église Sainte-Thérèse-de-l'Enfant-Jésus est un lieu de culte catholique situé à Offekerque, dans le département français du Pas-de-Calais.

## Historique
La première église du village date du début du XIIe siècle, époque de l’assèchement du secteur. Elle fut construite au milieu des marais à proximité d’une ferme (hove en flamand) qui se trouvait à l’emplacement de la motte dans le cimetière actuel. Le lieu devint « hovekerque ». le suffixe « kerque », qui signifie église, révèle l’usage du flamand à cette époque.
L’église Sainte-Marie Madeleine est incendiée par la foudre en 1615. Le 14 août 1934, alors que le curé prépare la décoration de l’église pour la fête de l’Assomption, une bougie communique le feu à des guirlandes puis à l’ensemble de l’édifice. Seule une statue de Sainte-Thérèse échappe aux flammes. L’église est reconstruite en brique blonde de sable, sous le vocable Sainte-Thérèse.
En 1968, le jour de l’élection du maire, pendant la messe, un court-circuit dans le clocher propage le feu à l’édifice. La voûte s’écroule, laissant par chance des murs intacts.
La grande fresque du chœur représentant la Crucifixion et la frise sont l’œuvre de l’artiste Lucien Jonas.